# Linia kolejowa nr 125
Linia kolejowa nr 125 – obecnie (2020) nieczynna, drugorzędna, jednotorowa, szerokotorowa, niezelektryfikowana linia kolejowa łącząca stację Żurawica z punktem przeładunkowym Małkowice.
Linia umożliwiała przewóz towarów pociągami szerokotorowymi w stronę Medyki z punktu przeładunkowego w Małkowicach.